# (5860) Deankoontz
(5860) Deankoontz est un astéroïde de la ceinture principale.

## Description
(5860) Deankoontz est un astéroïde de la ceinture principale. Il fut découvert le 28 août 1981 à l'Observatoire Kleť par Zdeňka Vávrová. Il présente une orbite caractérisée par un demi-grand axe de 2,43 UA, une excentricité de 0,20 et une inclinaison de 1,5° par rapport à l'écliptique.

## Compléments